# Distrito de Konibodom
Konibodom (en tayiko: Ноҳияи Конибодом) es un distrito de Tayikistán, en la provincia de Sughd. 
Comprende una superficie de 829 km².
El centro administrativo es la ciudad de Konibodom.

## Demografía
Según estimación 2009 contaba con una población total de 113 806 habitantes.

## Otros datos
El código ISO es TJ.SU.KR, el código postal 735610 y el prefijo telefónico +992 3454.